# Serge Branco
Serge Branco (ur. 11 października 1980 w Duali) – kameruński piłkarz występujący na pozycji obrońcy lub pomocnika, posiada również obywatelstwo francuskie.

## Kariera klubowa

### Początki kariery
Swoją karierę Branco rozpoczynał w kameruńskim klubie Unisport Bafang.

### Niemcy
W sezonie 1998/1999 został zawodnikiem Eintrachtu Brunszwik, rozegrał tam 48 spotkań ligowych i raz wpisał się na listę strzelców. W 2000 roku przeszedł do występującego w Bundeslidze Eintrachtu Frankfurt. Zadebiutował w Bundeslidze 28 października, Eintracht podejmował na własnym stadionie SC Freiburg i wygrał 3:0, a Branco ustalił wynik spotkania, strzelając gola w 84 minucie meczu. W pierwszym sezonie gry Kameruńczyk strzelił w lidze 2 bramki w 18 meczach, a jego klub zajął przedostatnie miejsce w tabeli i spadł do 2. Bundesligi.
Pod koniec 2001 Branco został ukarany przez klub karą finansową za odmowę wzięcia udziału w meczu sparingowym. W grudniu nie wziął udziału w treningu, tłumacząc się bólem głowy i gorączką. Odmówił jednak konsultacji z lekarzem, za co został ukarany kolejną karą finansową. Grzywna wyniosła 10 tysięcy marek, a zawodnik powiedział, że chce odejść z klubu, w związku z tym że trener na niego nie stawia. Do końca sezonu 2001/2002 Branco nie zagrał już w żadnym meczu Eintrachtu Frankfurt. Do składu powrócił w sezonie 2002/2003 i zagrał w 17 meczach drugiej Bundesligi, a Eintracht zajął trzecie miejsce w tabeli i awansował do Bundesligi. Z końcem sezonu Branco wygasł kontrakt z Eintrachtem, klub nie zaproponował mu przedłużenia umowy i piłkarz odszedł z drużyny z Frankfurtu.
W lipcu 2003 roku Branco trafił na testy do występującego w Bundeslidze VfB Stuttgart. 31 sierpnia podpisał roczny kontrakt z tym klubem. W Stuttgarcie zagrał w 2003 roku w trzech meczach ligowych, za każdym razem wchodząc na boisko jako zmiennik. Kameruńczyk rozczarował swoją postawą, dlatego w 2004 roku grał już tylko w drużynie rezerw.

### Anglia
W sierpniu 2004 roku trafił do angielskiego Leeds United, jednak 13 września klub zrezygnował z jego usług. Zawodnik nie był w stanie przebić się do składu pierwszego zespołu.
Następnie przeszedł do Queens Park Rangers i podpisał z tym zespołem miesięcznie odnawialny kontrakt. Rozegrał w nim siedem meczów w lidze. W styczniu 2005 roku angielski klub zdecydował się nie przedłużać umowy z Kameruńczykiem.

### Rosja
Następnie Branco wyjechał do Rosji, by grać w Szynniku Jarosław, gdzie spotkał między innymi swojego rodaka André Bikeya oraz Polaka, Krzysztofa Łągiewkę. Rozegrał w tym klubie 24 mecze w lidze.
Po sezonie Branco przeszedł do Krylii Sowietow i podpisał z tym zespołem 4-letni kontrakt. We wrześniu 2006 roku został odsunięty od pierwszego zespołu, w związku z incydentem do jakiego doszło w szatni, przed meczem z FK Moskwa. Klub wystawił zawodnika na listę transferową. Przed rozpoczęciem nowego sezonu został przywrócony do pierwszego zespołu. Pod koniec 2007 roku piłkarz oskarżył rosyjskich kibiców o rasizm. W styczniu 2008 roku rozwiązał kontrakt z klubem za porozumieniem stron.

### MSV Duisburg
Branco po odejściu z Krylji Sowietow przez pół roku pozostawał bez klubu. W sierpniu 2008 roku podpisał roczny kontrakt z MSV Duisburg grającym w drugiej lidze niemieckiej, po wcześniejszym odbyciu testów w tym zespole. W grudniu niemiecki klub poinformował, że rezygnuje z usług Kameruńczyka i może on rozpocząć poszukiwania nowego klubu. Przez kolejne pół roku Branco pozostał graczem Duisburga, nie uczestniczył jednak w zajęciach pierwszego ani drugiego zespołu, trenował indywidualnie.

### Levadiakos
Latem 2009 roku został piłkarzem APO Lewadiakos. W pierwszej części sezonu 2009/2010 Branco występował w podstawowym sładzie greckiej drużyny na pozycji defensywnego pomocnika. Nie spełnił jednak oczekiwań i w zimowym okienku transferowym klub pozyskał Hiszpana Ikera Zubiaura, który zastąpił Kameruńczyka w wyjściowym składzie Levadiakosu. W sumie Branco zagrał w 18 meczach ligowych, a Levadiakos zajął 14. miejsce w tabeli przez co spadł do niższej ligi. W czerwcu 2010 roku zawodnik rozwiązał swój kontrakt z greckim klubem.

### Wisła Kraków
13 września 2010 roku Branco przyjechał na testy do Wisły Kraków. 10 dni później podpisał z krakowskim klubem roczny kontrakt. W Wiśle zadebiutował w meczu 7 kolejki Ekstraklasy z GKS Bełchatów, na boisku pojawił się po przerwie zastępując Erika Čikoša.

## Kariera reprezentacyjna

### U-23
W 2000 roku grał na Igrzyskach Olimpijskich w Sydney, gdzie w meczu finałowym „Nieposkromione Lwy” pokonały Hiszpanię 5:3 w karnych, 2:2 w regulaminowym czasie. Warto dodać, że piłkarze z Afryki przegrywali 2:0 i musieli odrabiać straty, co im się udało. Decydującą jedenastkę o pierwszym złotym medalu dla swojego kraju na bramkę zamienił Pierre Womé.

### Reprezentacja seniorska
W pierwszej reprezentacja Kamerunu Branco zagrał w jednym meczu. 21 lutego 2001 roku wystąpił w spotkaniu eliminacji Mistrzostw Świata 2002 z Zambią. Na boisku pojawił się w 89 minucie meczu, zmieniając Pierre’a Njankę.

## Statystyki
| Sezon   | Klub                | Kraj   | Flaga  | Rozgrywki     | Mecze | Bramki |
| ------- | ------------------- | ------ | ------ | ------------- | ----- | ------ |
| 1998/99 | Eintracht Brunszwik | Niemcy | Niemcy | Regionalliga  | 24    | 0      |
| 1999/00 | Eintracht Brunszwik | Niemcy | Niemcy | Regionalliga  | 24    | 1      |
| 2000/01 | Eintracht Frankfurt | Niemcy | Niemcy | Bundesliga    | 18    | 2      |
| 2001/02 | Eintracht Frankfurt | Niemcy | Niemcy | 2. Bundesliga | 7     | 0      |
| 2002/03 | Eintracht Frankfurt | Niemcy | Niemcy | 2. Bundesliga | 17    | 1      |
| 2003/04 | VfB Stuttgart       | Niemcy | Niemcy | Bundesliga    | 3     | 0      |
| 2004/05 | Leeds United        | Anglia | Anglia | Championship  | 0     | 0      |
| 2004/05 | Queens Park Rangers | Anglia | Anglia | Championship  | 7     | 0      |
| 2005    | Szynnik Jarosław    | Rosja  | Rosja  | Premier Liga  | 24    | 0      |
| 2006    | Krylja Sowietow     | Rosja  | Rosja  | Premier Liga  | 11    | 0      |
| 2007    | Krylja Sowietow     | Rosja  | Rosja  | Premier Liga  | 27    | 3      |
| 2008/09 | MSV Duisburg        | Niemcy | Niemcy | 2. Bundesliga | 13    | 0      |
| 2009/10 | APO Lewadiakos      | Grecja | Grecja | Super League  | 18    | 0      |
| 2010/11 | Wisła Kraków        | Polska | Polska | Ekstraklasa   | 4     | 0      |

## Osiągnięcia

### Wisła Kraków
- Ekstraklasa: 2010-11

### Reprezentacyjne
- Złoty medal olimpijski: 2000